# Helius (Helius) comoreanus
Helius (Helius) comoreanus is een tweevleugelige uit de familie steltmuggen (Limoniidae). De soort komt voor in het Afrotropisch gebied.